# Allactaga williamsi
Allactaga williamsi е вид гризач от семейство Тушканчикови (Dipodidae). Видът не е застрашен от изчезване.

## Разпространение и местообитание
Разпространен е в Азербайджан, Армения, Афганистан, Иран и Турция.
Обитава пустинни области, планини, възвишения и степи.

## Описание
Популацията на вида е намаляваща.